# (239203) Siméon
(239203) Siméon, internationalement (239203) Simeon, est un astéroïde de la ceinture principale.

## Description
(239203) Siméon est un astéroïde de la ceinture principale. Il fut découvert le 27 juillet 2006 à Plana par Filip Fratev. Il présente une orbite caractérisée par un demi-grand axe de 2,56 UA, une excentricité de 0,27 et une inclinaison de 5,1° par rapport à l'écliptique.
Il est nommé d'après le souverain Siméon Ier de Bulgarie.

## Compléments